# Crocidura attenuata
Crocidura attenuata, musaraña gris o musaraña indochina, es una especie de mamífero soricomorfo de la familia Soricidae.
Es una especie asiática ampliamente distribuida, desde el Oeste del Himalaya hasta Filipinas —donde las poblaciones parecen ser distintas al resto—, y desde la provincia china de Shaanxi hasta el sur de Tailandia o quizá hasta Sumatra; desde el nivel del mar hasta los 3000 m de altitud. Es la especie de musaraña más abundante en cualquier hábitat dentro de su área de distribución. Se encuentra en una amplísima variedad de hábitat como pluvisilvas tropicales o subtropicales, de llanura o montanas, bosques de bambú, praderas y herbazales, matorrales y bosques de ribera.
Catalogada por la Lista Roja de la UICN como de «preocupación menor» por su gran área de distribución, sus grandes poblaciones, por aparecer en numerosas áreas protegidas y porque no parece que sus poblaciones vayan a sufrir importantes descensos en los próximos años. No hay grandes amenazas para esta especie en su conjunto, tan sólo en Asia Meridional, y a nivel local, se encuentra amenazada por la pérdida de su hábitat y la introducción de especies exóticas.